# Hasselblad 1000 F
Die Hasselblad 1000 F ist eine Mittelformatkamera aus Schweden.
Victor Hasselblad entwickelte die von 1952 bis 1957 lieferbare Kamera als verbesserten Nachfolger der Hasselblad 1600 F.
Die Hauptverbesserung lag in einer Korrektur der Verschlusszeit. Die 1000 F hat einen Schlitzverschluss mit einer Verschlusszeit von 1/1000 Sekunde. Die Verschlusszeit der Hasselblad 1600 F mit einer 1/1600 Sekunde zeigte zu große Ungenauigkeiten.
Von der Kamera wurden 10.396 Exemplare produziert.